# Farkasgyepű, Veszprém
Farkasgyepű (în germană Wirtshäusl) este un sat în districtul Ajka, județul Veszprém, Ungaria, având o populație de 345 de locuitori (2011).

## Demografie
Componența etnică a satului Farkasgyepű
     Maghiari (77,07%)
     Germani (22,22%)
     Necunoscut (0,71%)
     Alții (0,71%)
Componența confesională a satului Farkasgyepű
     Romano-catolici (57,1%)
     Reformați (13,04%)
     Fără religie (5,8%)
     Luterani (1,16%)
     Necunoscută (22,9%)
Conform recensământului din 2011, satul Farkasgyepű avea 345 de locuitori. Din punct de vedere etnic, majoritatea locuitorilor (77,07%) erau maghiari, cu o minoritate de germani (22,22%). Apartenența etnică nu este cunoscută în cazul a 0,71% din locuitori.  Din punct de vedere confesional, majoritatea locuitorilor (57,1%) erau romano-catolici, existând și minorități de reformați (13,04%), persoane fără religie (5,8%) și luterani (1,16%). Pentru 22,9% din locuitori nu este cunoscută apartenența confesională.